# Réparsac
Réparsac és un municipi francès situat al departament del Charente i a la regió de la Nova Aquitània. L'any 2007 tenia 570 habitants.

## Demografia

### Població
El 2007 la població de fet de Réparsac era de 570 persones. Hi havia 224 famílies de les quals 36 eren unipersonals (12 homes vivint sols i 24 dones vivint soles), 92 parelles sense fills, 92 parelles amb fills i 4 famílies monoparentals amb fills.
La població ha evolucionat segons el següent gràfic:
Habitants censats

### Habitatges
El 2007 hi havia 246 habitatges, 223 eren l'habitatge principal de la família, 5 eren segones residències i 18 estaven desocupats. Tots els 244 habitatges eren cases. Dels 223 habitatges principals, 190 estaven ocupats pels seus propietaris, 28 estaven llogats i ocupats pels llogaters i 5 estaven cedits a títol gratuït; 2 tenien una cambra, 5 en tenien dues, 6 en tenien tres, 70 en tenien quatre i 140 en tenien cinc o més. 146 habitatges disposaven pel capbaix d'una plaça de pàrquing. A 87 habitatges hi havia un automòbil i a 124 n'hi havia dos o més.

### Piràmide de població
La piràmide de població per edats i sexe el 2009 era:
| Homes | Edats   | Dones |
| ----- | ------- | ----- |
| 0     | 95 o +  | 0     |
| 8     | 90 a 94 | 0     |
| 0     | 85 a 89 | 8     |
| 4     | 80 a 84 | 0     |
| 8     | 75 a 79 | 16    |
| 12    | 70 a 74 | 4     |
| 8     | 65 a 69 | 4     |
| 12    | 60 a 64 | 8     |
| 8     | 55 a 59 | 4     |
| 32    | 50 a 54 | 28    |
| 20    | 45 a 49 | 24    |
| 12    | 40 a 44 | 24    |
| 36    | 35 a 39 | 24    |
| 16    | 30 a 34 | 12    |
| 16    | 25 a 29 | 8     |
| 12    | 20 a 24 | 4     |
| 12    | 15 a 19 | 28    |
| 32    | 10 a 14 | 0     |
| 16    | 5 a 9   | 24    |
| 8     | 0 a 4   | 0     |

## Economia
El 2007 la població en edat de treballar era de 381 persones, 293 eren actives i 88 eren inactives. De les 293 persones actives 282 estaven ocupades (158 homes i 124 dones) i 11 estaven aturades (2 homes i 9 dones). De les 88 persones inactives 43 estaven jubilades, 17 estaven estudiant i 28 estaven classificades com a «altres inactius».

### Ingressos
El 2009 a Réparsac hi havia 240 unitats fiscals que integraven 643 persones, la mediana anual d'ingressos fiscals per persona era de 17.668 €.

### Activitats econòmiques
Dels 20 establiments que hi havia el 2007, 1 era d'una empresa alimentària, 7 d'empreses de construcció, 6 d'empreses de comerç i reparació d'automòbils, 1 d'una empresa d'informació i comunicació, 1 d'una empresa financera, 2 d'empreses de serveis i 2 d'empreses classificades com a «altres activitats de serveis».
Dels 10 establiments de servei als particulars que hi havia el 2009, 2 eren tallers de reparació d'automòbils i de material agrícola, 1 paleta, 2 guixaires pintors, 1 fusteria, 2 lampisteries, 1 electricista i 1 perruqueria.
L'únic establiment comercial que hi havia el 2009 era una adrogueria.
L'any 2000 a Réparsac hi havia 19 explotacions agrícoles que ocupaven un total de 520 hectàrees.

## Equipaments sanitaris i escolars
El 2009 hi havia una escola elemental integrada dins d'un grup escolar amb les comunes properes formant una escola dispersa.

## Poblacions més properes
El següent diagrama mostra les poblacions més properes.